# Shimik Island
Shimik Island är en ö i Kanada.   Den ligger i territoriet Nunavut, i den nordöstra delen av landet, 2 900 km norr om huvudstaden Ottawa. Arean är 15,7 kvadratkilometer.
Terrängen på Shimik Island är mycket platt. Öns högsta punkt är 31 meter över havet. Den sträcker sig 6,2 kilometer i nord-sydlig riktning, och 4,2 kilometer i öst-västlig riktning.
Trakten runt Shimik Island består i huvudsak av gräsmarker. Trakten runt Shimik Island är nära nog obefolkad, med mindre än två invånare per kvadratkilometer.